# Combinata nordica ai III Giochi olimpici giovanili invernali
Le gare di combinata nordica dei III Giochi olimpici giovanili invernali si sono svolte al centro sciistico Les Tuffes di Prémanon, in Francia dal 18 al 22 gennaio 2020.

## Podi
| Evento                | Oro                                                                             | Tempo   | Argento                                                                | Tempo   | Bronzo                                                              | Tempo   |
| Individuale maschile  | Stefan Rettenegger                                                              | 14'45"8 | Perttu Reponen                                                         | 14'59"6 | Sebastian Østvold                                                   | 15'02"1 |
| Individuale femminile | Lisa Hirner                                                                     | 11'45"6 | Ayane Miyazaki                                                         | 11'48"8 | Jenny Nowak                                                         | 11'50"3 |
| Gara a squadre miste  | Norvegia Gyda Westvold Hansen Sebastian Østvold Nora Midtsundstad Iver Olaussen | 485,2   | Austria Johanna Bassani Severin Reiter Vanessa Moharitsch David Haagen | 476,5   | Italia Annika Sieff Stefano Radovan Jessica Malsiner Mattia Galiani | 453,4   |